# Villadossola
Villadossola ist eine italienische Gemeinde in der Provinz Verbano-Cusio-Ossola (VB) in der Region Piemont.

## Lage und Einwohner
Villadossola liegt rund 35 km nordwestlich von der Provinzhauptstadt Verbania und rund 7 km südlich von Domodossola entfernt auf einer Höhe von 257 m ü. M im Ossolatal. Die Gemeinde umfasst die Fraktionen Boschetto, Noga, Piaggio, Villa Sud, Villaggio, Gaggio und Falghera auf einer Fläche von 18.02 km². Villadossola hat 3350 Einwohner (Stand 31. Dezember 2023).
Die Nachbargemeinden sind Beura-Cardezza, Borgomezzavalle, Domodossola, Montescheno und Pallanzeno.

### Bevölkerungsentwicklung

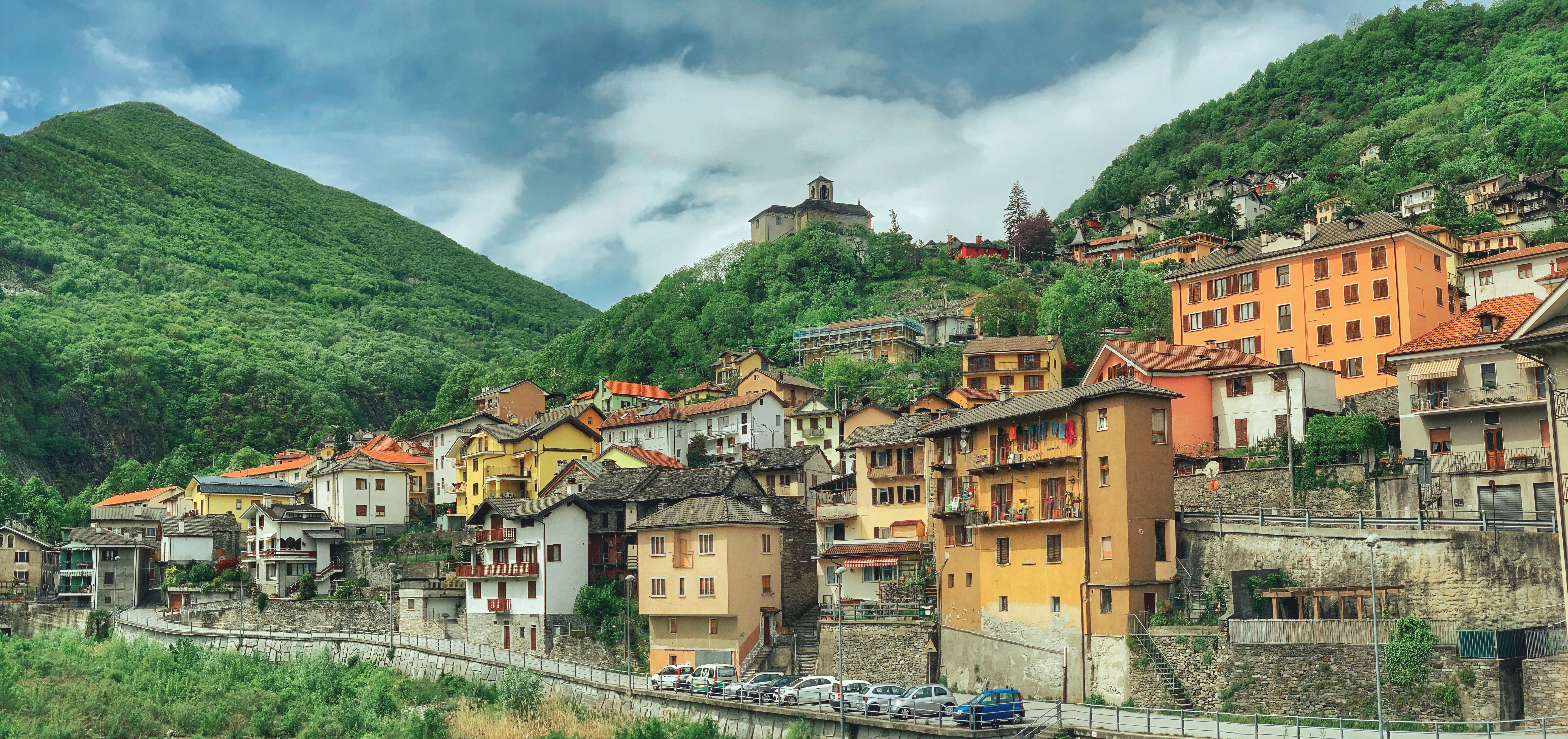
Die Altstadt von Villadossola mit der Kirche Beata Vergine del Rosario im Hintergrund

## Geschichte

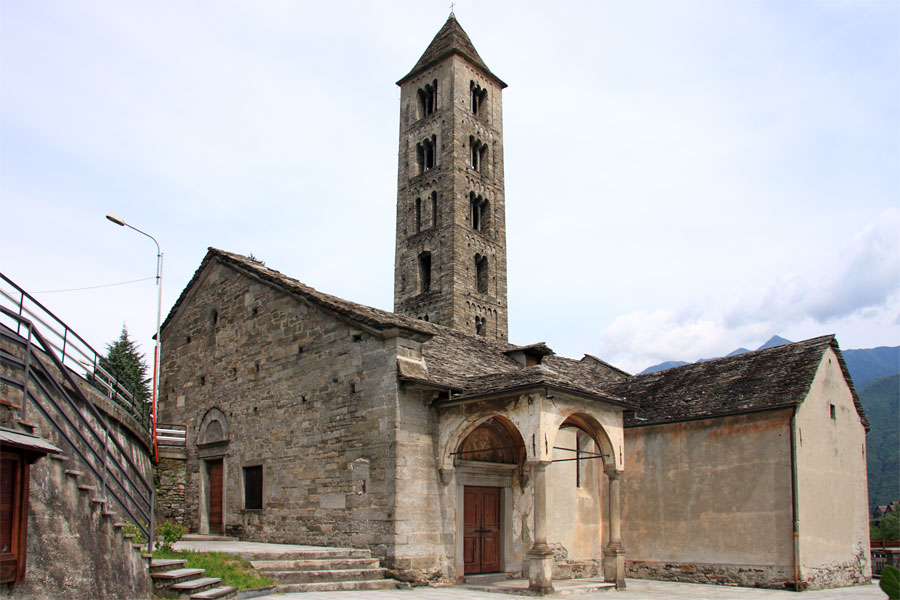
Pfarrkirche San Bartolomeo

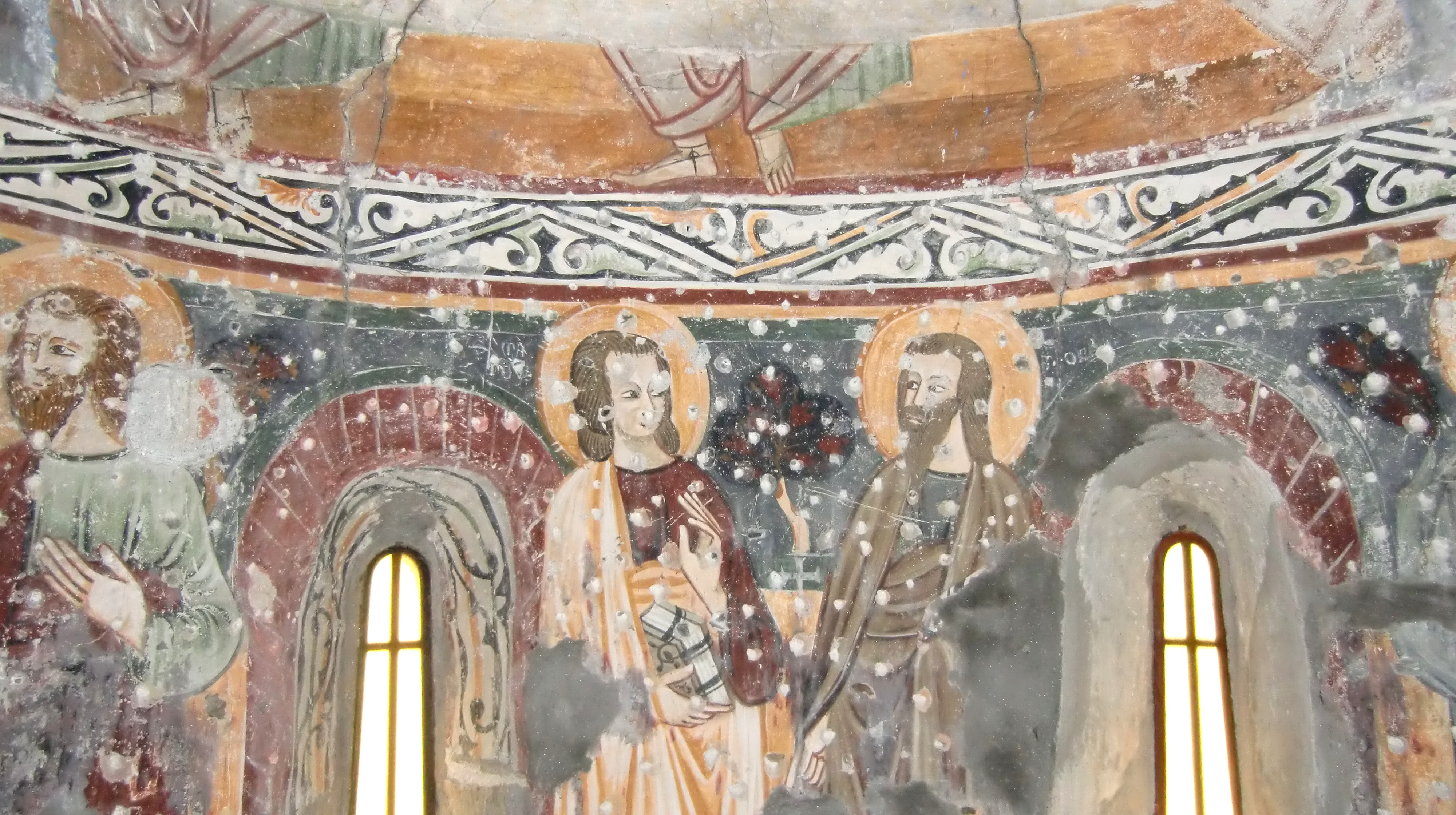
Kirche Santa Maria Assunta: Apostel

Der erste Teil des Ortsnamens setzt sich aus dem spezifischen „Villa“ zusammen, das sich vom lateinischen VILLA ableitet, einem Begriff, der ursprünglich „Landsitz“ oder „Bauernhof“ bedeutete und sich damit gegen CIVITAS, die städtische Siedlung in der Kaiserzeit, richtete. Der zweite Teil spielt auf die Subregion an, die sich bis in den nördlichsten und südwestlich umschlossenen Teil des Piemont erstreckt.
Aus einem ursprünglich landwirtschaftlich geprägten Zentrum entwickelte sich die Stadt ab Beginn des 19. Jahrhunderts dank der Ausbeutung ihrer wichtigsten natürlichen Ressourcen zu einem sehr wichtigen Zentrum der Industrialisierung: zunächst die alten Eisenminen und dann die Möglichkeit, Wasserkraft zu erzeugen.
Villadossola war Schauplatz einer der ersten Episoden des italienischen Widerstands und insbesondere des ersten bewaffneten Aufstands in Norditalien am 8. November 1943, der ihm den Spitznamen „Funke des Widerstands“ einbrachte. Trotz des Scheiterns dieses Aufstands gegen die nationalsozialistischen Kräfte berührte die Operation die Herzen des Ossola-Volkes und war eine wertvolle Lektion für die Partisanen, die ein Jahr später, am 9. September 1944, dem heroischen Erlebnis Leben einhauchen sollten der Republik Ossola.
Zwischen dem Ende des 19. und dem Beginn des 20. Jahrhunderts wuchs die Industrialisierung so stark, dass sie „das kleine Ossola-Manchester“ genannt wurde und 1940 vom Staat offiziell als „Gemeinde von bemerkenswerter industrieller Bedeutung“ anerkannt wurde. Gegen Ende der 1960er Jahre begann sich die Situation jedoch zu ändern, vor allem aufgrund der Erschöpfung der Rohstoffe und der hohen Transportkosten, dann auch als Folge der rasanten Entwicklung der Weltindustrie.

## Sehenswürdigkeiten
- Pfarrkirche San Bartolomeo ist eines der bedeutendsten romanischen Monumente von Ossolatal. Die primitive Struktur des 9. Jahrhunderts ist trotz der Expansion des 17. Jahrhunderts gut erkennbar. Der romanischen Glockenturm hat sieben Stockwerke mit Einlichtfenstern, Sprossenfenstern und Dreilichtfenstern.
- Kirche Santa Maria Assunta, im Ortsteil Piaggio, ist ein wichtiges Beispiel für die romanische Kunst, sowohl wegen ihres antiken Ursprungs (8. – 9. Jahrhundert) als auch für die dort erhaltenen romanischen Fresken in der nördlichen Apsis der Oberkirche. Das sind Fresken, die gegen Ende des 12. oder 13. Jahrhunderts datiert werden.
- Alte Pfarrkirche Vergine del Rosario aus den 17. Jahrhundert.
- Das Historische Museum des Widerstands (Museo Storico della Resistenza) wurde auf Initiative von ehemaligen Partisanen des Nationalen Verbandes der italienischen Partisanen 1983 gegründet, anlässlich des 40. Jahrestages des Volksaufstands vom 8. November 1943. Das Museum zeigt hunderte von Fotos und Dokumente aus dieser Zeit.[3]

## Ehrungen
Silbermedaille für zivile Verdienste (1943–1944).

## Partnerschaft
- Mit Mercato Saraceno in der Emilia-Romagna besteht seit 2010 eine Gemeindepartnerschaft.

## Persönlichkeiten
Söhne und Töchter der Stadt:
- Luisa Morgantini (* 1940), Politikerin
- Rudy Rotta (1950–2017), Blues-Gitarrist, Komponist und Sänger